# Liste der Monuments historiques in Lessy
Die Liste der Monuments historiques in Lessy führt die Monuments historiques in der französischen Gemeinde Lessy auf.

## Liste der Bauwerke
| Bezeichnung      | Beschreibung                               | Standort                 | Kennzeichnung | Schutzstatus | Datum | Bild           |
| ---------------- | ------------------------------------------ | ------------------------ | ------------- | ------------ | ----- | -------------- |
| Kirche St-Gorgon | ab dem 12. Jahrhundert; mit Kirchhofsmauer | Place de l’Église (Lage) | PA00106795    | Inscrit      | 1983  | weitere Bilder |